# Sveti Vincencij (otok)
Sveti Vincencij (angleško Saint Vincent) je karibski otok v Malih Antilih, ki je s površino 345 km² največji otok suverene države Sveti Vincencij in Grenadine.
Otok Sveti Vincencij se nahaja v Karibskem morju. Severno od njega leži otok Sveta Lucija, južno pa otočje Grenadine, ki ga sestavlja skupina številnih malih otočkov. Južno od Grenadin se nahaja otok Grenada. Na otoku Sveti Vincencij leži tudi Kingstown, glavno mesto države Sveti Vincencij in Grenadine.
Zaradi otoka je v 18. stoletju vladal spor med Francijo in Združenim kraljestvom, a je bil Sveti Vincencij leta 1783 priključen slednjemu. Neodvisnost je dobil šele leta 1979, skupaj z Grenadinami.
Sveti Vincencij je vulkanski otok. Na njem se nahaja ognjenik La Soufrière, ki ima nadmorsko višino 1.234 metrov in je aktiven, saj je od leta 1718 imel pet večjih izbruhov, nazadnje pa je izbruhnil v aprilu leta 2021.